# Maison Ikkoku
Maison Ikkoku (めぞん一刻, Mezon Ikkoku) is een Japanse seinen-manga, geschreven en getekend door Rumiko Takahashi. De manga werd gepubliceerd van 1980 tot 1987 in het tijdschrift Big Comic Spirits. Daarna werd de manga in 15 delen uitgebracht in boekvorm.
De manga is onder andere vertaald in het Engels. Verder is de manga omgezet tot een 96 afleveringen tellende animeserie, drie OVA's, en twee films waarvan een live-action.

## Inhoud
De manga is een romantische komedie over een groep mensen die allemaal kamers hebben gehuurd in een pand in het Tokio van de jaren 80. De serie draait vooral om de relatie tussen Yusaku Godai, een arme student, en Kyoko Otonashi, de jonge eigenaresse van het huis die pas weduwe is geworden.
Bij aanvang van het verhaal gaat de vorige huisbaas van het huis, Ikkoku, met pensioen, en maakt Kyoko tot de nieuwe eigenaar. Yusaku wordt meteen verliefd op haar, maar door het gedrag van de andere huurders heeft hij moeite dit aan haar bekend te maken. Hij probeert meerdere malen haar zijn gevoelens te vertellen, maar wordt altijd gestoord of verkeerd begrepen. Dit heeft meer dan eens een kort maar fel gevecht tot gevolg. Yusaka krijgt bovendien concurrentie van Kyoko's coach Shun Mitaka, die graag met haar wil trouwen.
Aan het eind van de serie durft Yusaku eindelijk de stap te wagen en Kyoko ten huwelijk te vragen.

## Personages
De namen van alle personages zijn een woordspeling op het nummer van de kamer waar die persoon woont.
| Nummer   | Character                           | Kanji of familienaam en betekenis          |
| -------- | ----------------------------------- | ------------------------------------------ |
| 0        | Kyoko Otonashi (geboren Chigusa)    | 音無 (geen geluid)                         |
| 1(一)    | The Ichinose Family                 | 一の瀬 (eerste ford)                       |
| 2(二)    | Nozomu Nikaido                      | 二階堂 (twee verdiepingen tellende tempel) |
| 3(三)    | Shun Mitaka                         | 三鷹 (drie haviken)                        |
| 4(四)    | Mr. Yotsuya                         | 四谷 (vier valleien)                       |
| 5(五)    | Yusaku Godai                        | 五代 (vijf generaties)                     |
| 6(六)    | Akemi Roppongi                      | 六本木 (zes bomen)                         |
| 7(七)    | Kozue Nanao                         | 七尾 (zeven bergketens)                    |
| 8(八)    | Ibuki Yagami                        | 八神 (acht goden)                          |
| 9(九)    | Asuna Kujo                          | 九条 (negende straat)                      |
| 1000(千) | Mr. & Mrs. Chigusa (Kyoko's ouders) | 千草 (duizend kruiden)                     |

## Media

### Manga
De manga telt de volgende delen:
- Family Affairs
- Home Sweet Home
- Good Housekeeping
- Empty Nest
- Bedside Manners
- Intensive Care
- Domestic Dispute
- Learning Curves
- Dogged Pursuit
- Student Affairs
- The Hounds of War
- Game, Set, Match
- Welcome Home

### Anime
Maison Ikkoku werd door Studio Deen omgezet tot een animeserie met 96 afleveringen. Deze serie was te zien op Fuji TV van 26 maart 1986 tot 2 maart 1988.
De serie werd geregisseerd door respectievelijk:
- Kazuo Yamazaki (aflevering 1 – 26)
- Takashi Anno (aflevering 27 – 52)
- Naoyuki Yoshinaga (aflevering 53 – 96)

De anime bevatte enkele verhaallijnen die niet voorkwamen in de manga. Tevens is in de anime noemenswaardig het feit dat het de enige bewerking van een langlopende mangaserie door Rumiko Takahashi is, waarvan het einde gelijk is aan het einde in de manga.
De serie werd in 1994 door Viz Media gekocht voor een Noord-Amerikaanse uitgave. Aanvankelijk werd de serie nagesynchroniseerd, maar Viz stopte hiermee na 36 afleveringen. In 2002 werd de vertaling alsnog afgemaakt.
De serie kende de volgende titelsongs:
- Kanashimi yo Konnichi wa (Yuki Saito, aflevering.1-23, 25-37)
- Alone Again (Naturally) (Gilbert O'Sullivan, aflevering 24)
- Suki sa (Anzen Chitai, aflevering 38-52)
- Sunny Shining Morning (Kiyonori Matsuo, aflevering 53-76)
- Hi Damari (Kōzō Murashita, aflevering 77-96)

En de volgende nummers voor de aftiteling:
- Ashita Hareru ka (Takao Kisugi, aflevering 1-14)
- Ci · ne · ma (Picasso, aflevering 15-23, 25-33)
- Get Down (Gilbert O'Sullivan, aflevering 24)
- Fantasy (Picasso, ep.34-52)
- Sayonara no Sobyō (Sayonara no dessan) (Picasso, aflevering 53-76)
- Begin the Night (Picasso, aflevering 77-96)

### Films
Er zijn twee films gemaakt gebaseerd op de manga.
- De eerste was een live-actionfilm, geproduceerd door Toei Company in 1986. Deze film week qua verhaal sterk af van de manga en anime.
- De tweede was een animatiefilm, geproduceerd door Ajia-do Animation Works in 1988.

### OVA's
- Through the Passing Seasons (1988)
- Shipwrecked on Ikkoku Island (1990)
- Prelude: When the Cherry Blossoms Return in the Spring (1992)

### Soundtracks
- Maison Ikkoku CD Single Memorial File (1998, Kitty Records)

### Computerspellen
- Maison Ikkoku: Omoide no Photograph (1986, avonturenspel, Microcabin, uitgebracht voor PC-9801 en PC Engine)
- Maison Ikkoku: Omoide no Photograph (1988, avonturenspel, Bothtec, uitgebracht voor Famicom)
- Maison Ikkoku Kanketsuhen: Sayonara, Soshite...... (1988, avonturenspel, Microcabin, uitgebracht voor PC-9801 en MSX2)